# 中山幹雄
中山 幹雄（なかやま みきお、1949年(昭和24年)5月8日 - 2002年(平成14年)12月26日）は、日本の演劇研究家・脚本家・美術評論家（専門は浮世絵・現代日本絵画）・学習院大学非常勤講師（2001年当時）。東京都深川・白河町生まれ。
日本文芸家協会、日本演出者協会、美術評論家連盟各会員。鶴屋南北研究会・江戸深川文学会各代表を務めた。
詩や美術評論も書いた。
- 1967年、詩を書き始める。
- 1973年（昭和48年）3月、立正大学文学部卒業[2]。
- 1975年（昭和50年）、立正大学大学院修士課程修了（専攻近世文学）。在学中アテネフランセ、日仏学院にてフランス語を学ぶ[2]。
- 1976年（昭和51年）6月、『劇団前進座』東横ホールでの歌舞伎公演「東海道四谷怪談」で台本作成に参加。
- 1979年（昭和54年）、“南北忌”の発足に参加。
- 1980年（昭和55年）、鶴屋南北研究会を結成し、以降、毎年の南北忌の企画・制作に携わる。
- 1981年（昭和56年）から1990年（平成2年）まで、三代目中村鴈治郎(当時)主宰・近松座結成に参加し文芸部として、その演劇運動に参画。
- 1989年（平成元年）より五代目中村富十郎主宰の“矢車会”の文芸部を担当。
- 1992年（平成4年）、十二代目市川團十郎主宰の『成田山分身不動』公演に補作・演出として参画。
- 1995年（平成7年）、九代目澤村宗十郎主宰の第7回“宗十郎の会”にて脚本を担当する。

## 著書
- 『風の塔 中山幹雄詩集』わこう出版社、1977年
- 『鶴屋南北研究文献目録』日本の語り研究会、1979年　のち国書刊行会、1990年11月刊行、ISBN 9784336031860
- 『魔の十夜 怨念寺異聞 中山幹雄詩集』VAN書房、1981年
- 『鳥影の都市 中山幹雄詩集』VAN書房、1984年
- 『南北序説 鶴屋南北研究入門』高文堂出版社、1984年04月、ISBN 9784770700797
  - 『増補 鶴屋南北序説』高文堂出版社、1995年11月刊行、ISBN 9784770705020
- 『絵本・歌舞伎』鳥居清光絵 アリス館、1985年04月、ISBN 9784752062035
- 『下町舞台切絵図(かわむこうしばいめぐり)』下町タイムス社、1986
- 浮世絵かぶきシリーズ、学芸書林（5冊セット｜ISBN 9784905640707）
  - 1.『歌舞伎十八番』1988年07月、ISBN 9784905640233
  - 2.『南北物語』1988年11月刊行、ISBN 9784905640363
  - 3.『忠臣蔵物語』1988年12月刊行、ISBN 9784905640370
  - 4.『歌舞伎舞踊』1989年05月刊行、ISBN 9784905640424
  - 5.『近松物語』1990年06月刊行、ISBN 9784905640691
- 『言葉とまなざし 現代の画家23人 第一美術評論集』創現社、1991年9月、ISBN 9784882450184
- 『伝統演劇と近代』高文堂出版社、1995年9月刊行、ISBN 9784770704924
- 『江戸深川華づくし』読売新聞社、1996年10月刊行、ISBN 9784643960839
- 『近松　南北　黙阿弥 - 歌舞伎ノート』高文堂出版社、1997年8月刊行、ISBN 9784770705549
- 『山東京伝研究文献集成』高文堂出版社、2000年5月刊行、ISBN 9784770706355
- 『複眼の奇才 鶴屋南北』（日本の作家シリーズ53）新典社、2001年3月刊行、ISBN 9784787970534

### 編著
- 『百人一首の旅』編　さすらい文庫、1979
- 『好きな歌』編 ぐもんじ文庫、1981
- 『歌舞伎絵の世界』編著 東京書籍、1995年8月刊行、ISBN 9784487790715
- 『市川團十郎研究文献集成』編著 高文堂出版社、2002年4月刊行、ISBN 9784770706850

## 参考
- 『南北序説』著者紹介
- 1995年刊行『増補 鶴屋南北序説』著者紹介
- 2002年刊行『市川團十郎研究文献集成』著者紹介
- 中山幹雄氏死去